# Feeling (film)
Pour les articles homonymes, voir Feeling (homonymie).
Pour plus de détails, voir Fiche technique et Distribution.
Feeling est un court-métrage français écrit et réalisé par Romain Argento et Jérémy Chieusse en 2021.

## Synopsis
Une soirée. Une mauvaise influence. Beaucoup de mauvaises décisions.
Jusqu'où peut aller un adolescent complexé pour se sentir accepté ?

## Fiche technique
- Titre : Feeling
- Réalisation : Romain Argento et Jérémy Chieusse
- Scénario : Romain Argento et Jérémy Chieusse
- Photographie : Nicolas Natysniak
- Son : Thibault Fouques
- Montage : Jouly Makdessi, Nicolas Mercadal
- Direction de la production : Nathan Lellouche
- Musique : Sir Rafael
- Durée : 17 minutes
- Société de production : ESRA Côte d'Azur
- Pays : France

## Distribution
- Dorian Le Clech : Ludovic
- Philibert Louis : Victor
- Julie Venturelli : Alexandra
- Sylvie Filloux : Lou
- Killian Betti : Nathan
- Clément Camara : Rayan

## Distinctions

### Sélections en festival
- Lift-Off Online Sessions June 2021 : finaliste (top 5)
- The paus Premieres Festival : lauréat
- Golden Short Film Festival : finaliste (top 5) dans la catégorie Film étudiant
- SHORT to the Point August 2021 : sélection dans la catégorie Film étudiant et Jeune(s) réalisateur(s)
- 12th Underground Cinema Film Awards : sélection officielle
- UK Student Film Festival : mention d'honneur
- Sunday Shorts Film Festival : semi-finaliste
- Ouchy Film Awards : sélection dans la catégorie Meilleur film
- Indiefilmopolis Film Festival : mention d'honneur

### Récompenses
- Jury professionnel de l'ESRA Côte d'Azur 2021 :
  - Prix du meilleur film
  - Prix de la meilleure image
  - Prix du meilleur son
  - Prix du meilleur montage
- Paradise Film Festival September 2021 :
  - Prix du meilleur acteur
  - Prix du meilleur sound design

- Across the Globe Film Festival October 2021 :
  - Prix du meilleur court-métrage
  - Prix du meilleur film étudiant
  - Prix du meilleur scénario
  - Prix de la meilleure réalisation
  - Prix de la meilleure photographie
  - Prix du meilleur acteur
- Sandgrounder International Short Film Festival 2022 :
  - Prix du meilleur "Drama / Thriller"
  - Prix de la meilleure photographie